# Dee Dee Warwick
Dee Dee Warwick (25. září 1945 – 18. října 2008) byla americká zpěvačka, sestra zpěvačky Dionne Warwick. Začínala v kostelním sboru, vystupovala se skupinou The Gospelaires a později s The Drinkard Singers. Později vydala řadu vlastních singlů, z nichž více než deset se umístilo v hitparádě singlů Billboard Hot 100. Během své kariéry byla dvakrát nominována na cenu Grammy. Zemřela v roce 2008 ve věku 63 let.